# Thiên long bát bộ (phim truyền hình 2003)
Thiên long bát bộ (tiếng Trung: 天龍八部; bính âm: Tiān Lóng Bā Bù) là một bộ phim truyền hình cổ trang võ hiệp của Trung Quốc đại lục được trình chiếu vào năm 2003, chuyển thể từ tiểu thuyết cùng tên của nhà văn Kim Dung. Phim do hai đơn vị là Tập đoàn truyền hình quảng bá tỉnh Chiết Giang và Cửu Châu Âm Tượng hợp tác sản xuất, với các đạo diễn là Chu Hiểu Văn, Cúc Giác Lượng, Vu Mẫn và Triệu Tiễn, cùng Trương Kỷ Trung làm nhà sản xuất. Tác phẩm có sự tham gia diễn xuất của Cao Hổ, Hồ Quân, Lâm Chí Dĩnh, Lưu Diệc Phi, Lưu Đào và Trần Hảo. Giống như nhiều bản phim chuyển thể trước, tác phẩm được xây dựng dựa trên ấn bản thứ hai của nguyên tác tiểu thuyết (hay còn được biết là ấn bản thứ ba tại Trung Quốc đại lục). Nội dung phim xoay quanh ba nhân vật chính là Kiều Phong, Đoàn Dự và Hư Trúc, do định mệnh sắp đặt mà họ trở thành anh em kết nghĩa. Sau khi trải qua nhiều gian nan và bi kịch, Kiều Phong phát hiện ra bí mật của đời mình và tự sát để ngăn quân đội nhà Liêu xâm lược nhà Tống. Sau khi Kiều Phong mất, Đoàn Dự trở về Đại Lý để thừa kế ngai vàng, còn Hư Trúc nhờ được nhiều cao thủ võ lâm dạy võ thì sau khi rời Thiếu Lâm, anh trở thành con rể của quốc vương Tây Hạ và làm trưởng môn phái Tiêu Dao.

## Phân vai

### Nhân vật chính
| Diễn viên       | Vai diễn              | Nguồn             |
| --------------- | --------------------- | ----------------- |
| Hồ Quân         | Kiều Phong/Tiêu Phong | [ 1 ] [ 2 ] [ 3 ] |
| Lâm Chí Dĩnh    | Đoàn Dự               | [ 1 ] [ 2 ] [ 3 ] |
| Cao Hổ          | Hư Trúc               | [ 1 ] [ 2 ] [ 3 ] |
| Lưu Diệc Phi    | Vương Ngữ Yên         | [ 4 ]             |
| Trần Hảo        | A Tử                  | [ 5 ] [ 6 ]       |
| Lưu Đào         | A Châu                | [ 5 ] [ 6 ]       |
| Tu Khánh        | Mộ Dung Phục          | [ 3 ]             |
| Thang Trấn Tông | Đoàn Chính Thuần      | [ 7 ]             |
| Chung Lệ Đề     | Mã phu nhân Khang Mẫn | [ 7 ] [ 8 ]       |
| Mã Dục Kha      | Du Thản Chi           |                   |

### Các nhân vật khác

#### Nhà Đoàn Chính Thuần/Đại Lý
| Diễn viên        | Vai diễn                      |
| ---------------- | ----------------------------- |
| Cao Viễn         | Đao Bạch Phượng               |
| Bành Đan         | Tần Hồng Miên                 |
| Nguyễn Đan Ninh  | Cam Bảo Bảo                   |
| Lý Dũng Dũng     | Nguyễn Tinh Trúc              |
| Vương Lộ Dao     | Vương phu nhân (Lý Thanh La） |
| Tưởng Hân        | Mộc Uyển Thanh                |
| Dương Nhụy       | Chung Linh                    |
| Lã Sĩ Cương      | Đoàn Chính Minh               |
| Lưu Lập Vĩ       | Ba Thiên Thạch                |
| Nhâm Trạch Nguy  | Chu Đan Thần                  |
| Trương Hành Bình | Trử Vạn Lý                    |
| Ngụy Tông Vạn    | Chung Vạn Cừu                 |

#### Phái Tiêu Dao/Cung Linh Thứu
| Diễn viên        | Vai diễn           |
| ---------------- | ------------------ |
| Thư Sướng        | Thiên Sơn Đồng Lão |
| Tạ Vũ Hân        | Lý Thu Thủy        |
| Hứa Hoàn Sơn     | Tiêu Dao Tử        |
| Lưu Trọng Nguyên | Tô Tinh Hà         |
| Lưu Vũ Đồng      | Tiết Mộ Hoa        |
| Trát Tây         | Khang Quảng Lăng   |
| Trịnh Sảng       | Dư Bà              |
| Chu Băng Thanh   | Mai Kiếm           |
| Chu Ngọc Khiết   | Trúc Kiếm          |
| Vương Hải Trân   | Mộng Cô            |
| Thân Quân Nghị   | Đinh Xuân Thu      |

#### Cái Bang
| Diễn viên       | Vai diễn        |
| --------------- | --------------- |
| Trương Kỷ Trung | Uông Kiếm Thông |
| Mã Doanh Ba     | Mã Đại Nguyên   |
| Đồng Tử Vũ      | Từ trưởng lão   |
| Mã Luân         | Bạch Thế Kính   |
| Trương Đồng     | Toàn Quan Thanh |
| Vương Vĩ        | Trần trưởng lão |
| Từ Văn Bân      | Ngô trưởng lão  |
| Quách Tấn Tân   | Hề trưởng lão   |
| Lý Quân         | Tống trưởng lão |

#### Tứ đại ác nhân
| Diễn viên   | Vai diễn          |
| ----------- | ----------------- |
| Kế Xuân Hoa | Đoàn Diên Khánh   |
| Thạch Lan   | Diệp Nhị Nương    |
| Lý Úc       | Nam Hải Ngạc Thần |
| Cao Chiếu   | Vân Trung Hạc     |

#### Nhà Cô Tô Mộ Dung
| Diễn viên | Vai diễn     |
| --------- | ------------ |
| Triệu Ung | Bao Bất Đồng |
| Tu Cách   | Phong Ba Ác  |
| Vương Y   | A Bích       |
| Nhâm Vũ   | Mộ Dung Bác  |

#### Tây Tạng
| Diễn viên     | Vai diễn   |
| ------------- | ---------- |
| Ba Âm         | Cưu Ma Trí |
| Lý Tiểu Phong | Tôn Tấn    |

#### Nhà Liêu
| Diễn viên     | Vai diễn           |
| ------------- | ------------------ |
| Trương Khiêm  | Tiêu Viễn Sơn      |
| Ngạc Bố Tư    | Gia Luật Hồng Cơ   |
| Tôn Giao Long | Hoàn Nhan A Cốt Đả |

#### Vai trò khác
| Diễn viên | Vai diễn            |
| --------- | ------------------- |
| Tấn Tùng  | Hách Liên Thiết Thụ |

## Sản xuất
Nhà văn Kim Dung, tác giả nguyên tác từng không hài lòng với những bản chuyển thể trước, ông miêu tả: "Xem những bộ phim này giống như xem con mình bị người ta đánh đập vậy". Ông vô cùng ấn tượng với các bộ phim Tam quốc diễn nghĩa và Thủy hử do đài CCTV làm, đặc biệt là các yếu tố "dã sử, hiện thực, có tình có nghĩa", vì thế muốn liên hệ với bộ phận liên quan đến bán bản quyền. Cuối cùng, ông bán bản quyền nguyên tác với giá 1 NDT, làm dấy lên sự ngờ vực lớn. Ngay sau đó hãng phim đã liên hệ với "bậc thầy chuyển thể" Trương Kỷ Trung và yêu cầu ông gấp rút sắp xếp để sản xuất phim.
Là bản chuyển thể đầu tiên của nguyên tác ở Trung Quốc đại lục, Thiên long bát bộ chính thức được bấm máy tại Thập Độ, Bắc Kinh vào ngày 27 tháng 8 năm 2002. Sau khi phim bấm máy được một tháng, thì tổng đạo diễn Ngô Tử Lưu rút lui và người thay thế ông là Chu Hiểu Văn. Kế đó phim được ghi hình liên tiếp ở Hoài Lai, Hà Bắc, Đảo Hoa Đào, Chiết Giang, Vĩnh Khang và nhiều nơi khác. Sau 5 tháng, phim đóng máy ở Đại Lý, Vân Nam vào ngày 27 tháng 1 năm 2003.
Cửu Châu Á Hoa (hay Cửu Châu Âm Tượng) - đơn vị sản xuất bộ phim đã chi ra hơn 100 triệu Nhân dân tệ để xây phim trường thực hiện tác phẩm. Tổng cộng phim quay được hơn 30.000 phân đoạn, huy động ba tổ máy gồm Chu Hiểu Văn phụ trách nội cảnh, đạo diễn Triệu Tiễn và chỉ đạo võ thuật Nguyên Khuê phụ trách khâu ngoại cảnh và kỹ xảo.

### Tuyển vai
Trước đó, Trương Kỷ Trung đã thực hiện dự án phim lớn Kiếm sĩ và gặp rắc rối với diễn viên Thiệu Binh sau khi anh này tiết lộ "bí mật của mình", làm ông phải dùng tới người đóng thế. Rút kinh nghiệm từ lần đó, ban đầu ông nhắm đến Đinh Hải Phong, người ông từng hợp tác trong Thủy hử. Tuy nhiên, vợ của Đinh bất ngờ đổ bệnh, làm Trương phải chuyển sang mục tiêu thứ hai là Lý Á Bằng (diễn viên chính trong Tiếu ngạo giang hồ), người mà ông xem như "con trai đỡ đầu". Anh là người vị tha, nhân hậu và dễ bảo, được xem là anh hùng trong mắt nhà làm phim họ Trương, và có cái khí chất "không nộ và không kiêu" của Kiều Phong. Song ở thời điểm quan trọng, Trương Kỷ Trung thấy Lý Á Bằng đã thể hiện "võ thuật" một lần, và dư vị của Lệnh Hồ Xung vẫn chưa dứt, lo rằng sẽ phát sinh đàm tiếu. Thế nên sau cùng, Trương đã nhắm vai cho Hồ Quân (một ứng viên khác cho vai Lệnh Hồ Xung) và lập tức giao vai khi nhìn thấy anh vận bộ trang phục của nhân vật.
Sau Kiều Phong, Trương Kỷ Trung tiếp tục tìm kiếm các diễn viên đóng A Tử và A Châu. Về vai A Tử, có hai ứng viên là Chương Tử Di và Trần Hảo; Chương Tử Di nổi bật hơn nhờ nhiều người hâm mộ, có kinh nghiệm đóng phim cổ trang và đặc biệt là "có thể chiến đấu" trên màn ảnh, nên được xem là ứng viên số một. Tuy nhiên Trương lo ngại rằng lịch trình của cô quá dày đặc, nên sau cùng lựa chọn Trần Hảo, một "nữ thần không có đánh giá tiêu cực nào" để tiết kiệm thời gian và còn do ông "thiếu tự tin".
Về vai A Châu, Trương Kỷ Trung đã có ba ứng viên nặng ký: Tưởng Cần Cần, Mã Y Lợi và Huỳnh Dịch. Cả ba người đều có tiềm năng lớn để giành được vai, song giới chuyên môn cho rằng họ đều thiếu chút gì đó để trở thành một "A Châu" thật sự. Một ngày nọ, giám đốc sản xuất Triệu Quảng Bân đi dạo phố, tạt qua một quầy báo thì bị trang bìa một cuốn tạp chí thu hút. Đó là một cô gái có gương mặt ưa nhìn và nhân hậu, có một đôi mắt đẹp cùng bím tóc dày và dài, thế là Triệu lập tức gọi cho Trương, ông lập tức bị thuyết phục rằng: Đây chính là A Châu mà ông mong chờ. Do không biết danh tính của mỹ nhân trên trang bìa, phải mất khá nhiều công sức mà Trương cùng các cộng sự mới có được số điện thoại của quản lý Lưu Đào, có được cái gật đầu của cô.
Lâm Chí Dĩnh ban đầu không được xem là phù hợp cho vai Đoàn Dự. Ban đầu đoàn phim cho rằng kinh nghiệm diễn xuất của anh quá dày dặn, và lối diễn có phần "khuôn mẫu" của anh có vẻ không phù hợp. Khán giả thậm chí còn tiến cử Nhậm Tuyền (vai Công Tôn Sách trong Thiếu niên Bao Thanh Thiên) thử sức. Mặc dù tổ sản xuất đã nhắm đến một người trong Thiếu niên Bao Thanh Thiên, song đó không phải Nhậm Tuyền "mặt trắng", mà là Bao Chửng Lục Nghị "mặt đen". Bản thân Lục Nghị cũng muốn đóng vai này, song khi nhận được tin mình được giao vai Đoàn Dự, Lục Nghị (người từng từ chối vai Dương Khang và Lâm Bình Chi) quả quyết: "Hãy để tôi đóng vai Kiều Phong". Bất chấp sự thuyết phục của đoàn phim, Lục Nghị vẫn giữ lập trường của mình, và khi mà Hồ Quân đã thuộc lòng kịch bản còn Lục Nghị thì từ chối đóng Đoàn Dự, thì sau cùng hai bên đã không tìm được tiếng  nói chung. Sau một vài cân nhắc, vai diễn đã về tay Lâm Chí Dĩnh.
Ban đầu khi gia nhập đoàn phim, Lưu Đào còn có chút hứng thú với vai Vương Ngữ Yên, thậm chí cô đã được thử vai này. Lưu Đào rất phấn khích, song khi vận đồ nhân vật, dù ngoại hình vẫn đẹp, song lại thiếu gì đó "bay bổng" chút. Một hôm nọ vào tháng 7, một công ty môi giới ở Bắc Kinh tổ chức lễ khai trương, tại đây nhà sản xuất nổi tiếng Du Kiến Minh đã nhắc đến Lưu Diệc Phi, "một giai nhân phương Bắc từ ngoại quốc", ông cam đoan với người đứng đầu ê-kíp Thiên long: "Ngay khi bạn gặp cổ, những ngôi sao mà bạn biết sẽ bị lu mờ, chẳng còn sáng nữa." Tổ sản xuất thấy người mà đồng nghiệp giới thiệu cũng mới 15 tuổi, khá hợp với Vương Ngữ Yên nên hẹn cô thử vai. Khi Lưu Diệc Phi vận lên mình đầy đủ trang phục của Vương Ngữ Yên, tổ đạo diễn đã hoàn toàn bị thuyết phục và vai diễn đã thuộc về cô.
Ngoài ra sau khi tuyển chọn các diễn viên như Tu Khánh vai Mộ Dung Phục, Thư Sướng vai Thiên Sơn Đồng Lão, Thân Quân Nghị vai Đinh Xuân Thu, Kế Xuân Hoa vai Đoàn Diên Khánh và Chung Lệ Đề vai Khang Mẫn, Trương Kỷ Trung đã có được những diễn viên tốt nhất cho Thiên long và bắt đầu bấm máy ghi hình.

## Danh sách ca khúc
| STT | Nhan đề                        | Phổ lời         | Phổ nhạc          | Thể hiện                | Thời lượng |
| --- | ------------------------------ | --------------- | ----------------- | ----------------------- | ---------- |
| 1.  | "Thuần âm nhạc" (Bài mở đầu)   |                 | Trần Đồng         |                         |            |
| 2.  | "Khoan thứ" (Bài kết phim)     | Lâm Tịch        | Triệu Quý Bình    | Vương Phi               | 3:33       |
| 3.  | "Ngưỡng vọng" (Sáp khúc)       | Tạ Vũ Hân       | Cúc Địa Khuê Giới | Tạ Vũ Hân               |            |
| 4.  | "Liên mỹ nhân" (Sáp khúc)      | Trần Đào        | Phương Anh        | Thang Xán               |            |
| 5.  | "Sơn xuyên tình ca" (Sáp khúc) | Triệu Đại Địa   | Lý Phong          | Tương Nữ, Triệu Đại Địa |            |
| 6.  | "Ngã chân ngã ái" (Sáp khúc)   | Trương Kha Quân | Triệu Quý Bình    | Đàm Duy Duy             |            |

## Phát sóng

### Nội địa
Ngày 11 tháng 12 năm 2003, bộ phim được phát sóng trên toàn quốc trên kênh Đời sống Kinh tế Đài truyền hình Chiết Giang. Chiều 15 tháng 1 năm 2004, đoàn phim đã tổ chức buổi họp báo ra mắt bộ phim tại Bắc Kinh. Ngày 15 tháng 11 năm 2004, phim được trình chiếu vào khung giờ vàng trên ba kênh truyền hình vệ tinh tỉnh Hồ Nam, Giang Tô và An Huy (riêng trên kênh vệ tinh Sơn Đông phim lên sóng vào ngày 16 tháng 11).

### Quốc tế
| Quốc gia | Đài/kênh truyền hình | Ngày ra mắt                              | Nguồn         |
| -------- | -------------------- | ---------------------------------------- | ------------- |
| Việt Nam | HTV9                 | 16 tháng 2 năm 2004                      | [ 18 ]        |
| Việt Nam | VTC7                 | 2 tháng 8 năm 2010                       |               |
| Việt Nam | VTV2                 | 17 tháng 3 năm 2011                      | [ 29 ]        |
| Việt Nam | VTC9                 | 14 tháng 5 năm 2011                      |               |
| Việt Nam | THTG                 | 28 tháng 5 năm 2021 19 tháng 12 năm 2021 | [ 30 ] [ 31 ] |

## Đón nhận
Sau khi được phát sóng, Thiên long bát bộ đã gây được tiếng vang lớn, đạt được tỷ suất người xem rất khả quan. Đây được xem là một trong những bộ phim vừa nổi tiếng nhất vừa gây tranh cãi nhất trong sự nghiệp của Trương Kỷ Trung. Bộ phim cũng được cha đẻ nguyên tác là Kim Dung khen hết lời: "Trong số phim truyền hình võ thuật của tôi, quay phim của Trương Kỷ Trung là đỉnh nhất." Nhật báo The Paper nhận xét: "Trong số ấy [các bộ phim của Trương Kỷ Trung], Thiên long bát bộ là nổi tiếng nhất và đạt điểm số cao nhất. Phim đạt đến độ cân bằng về mọi mặt và nhận được sự tán dương nhất trí từ khán giả." Theo một khảo sát 38.853 người dùng từ trang Sina Weibo, có tới 74,24% đánh giá phim hay, còn 17,22% cho rằng phim dở hoặc rất dở. Mỗi tập phim được chào bán với giá từ 70.000 đến 80.000 NDT/tập.

### Tỷ suất người xem
| Ngày phát sóng                 | Tuần thứ | Tỷ suất trung bình | Xếp hạng | Tập số | Ghi chú        |
| ------------------------------ | -------- | ------------------ | -------- | ------ | -------------- |
| 13 tháng 4-15 tháng 4 năm 2010 | 1        | 0,94               | 4        | 01-03  |                |
| 19 tháng 4-22 tháng 4 năm 2010 | 2        | 1,07               | 4        | 04-07  |                |
| 26 tháng 4-29 tháng 4 năm 2010 | 3        | 1,11               | 4        | 08-11  |                |
| 3 tháng 5-6 tháng 5 năm 2010   | 4        | 1,24               | 4        | 12-15  |                |
| 10 tháng 5-13 tháng 5 năm 2010 | 5        | 1,44               | 4        | 16-19  |                |
| 17 tháng 5 năm 2010            | 6        | 1,23               | 6        | 20     | Hoàn kết thiên |
| Chỉ số bình quân               |          | 1,17               |          |        |                |